# Marcos André
Marcos André de Sousa Mendonça, dit Marcos André ou Maranhão, né le 20 octobre 1996 à São Luís, est un footballeur brésilien, qui évolue au poste d'attaquant. Il joue au sein du club du Real Valladolid.

## Biographie
Né à São Luís mais élevé à Coroatá, Marcos André évolue à Sobradinho, Araguaína et Guaratinguetá dans sa jeunesse. En mars 2015, il effectue un essai en Espagne avec le Celta de Vigo, signant un contrat de deux ans en juillet, en étant initialement affecté aux équipes réserves.
En octobre 2015, Marcos André est prêté à l'équipe de Tercera División du SD Órdenes, jusqu'à la fin de la saison. Le 31 août suivant, il rejoint l'UD Logroñés B, un autre club de quatrième division, également dans le cadre d'un contrat temporaire ; pendant la saison, il joue également régulièrement pour l'équipe principale évoluant en Segunda División B.
Le 17 juillet 2017, le prêt de Marcos André est renouvelé pour deux ans, il est désormais définitivement affecté à l'équipe première. Il est un titulaire régulier au sein de l'équipe, marquant 11 buts en 2017-18 et dix buts en 2018-19, alors que le club manque la promotion lors des play-offs. Le 17 décembre 2017, il se met en évidence en étant l'auteur d'un triplé lors de la réception du CD Izarra (victoire 5-2).
Le 23 juillet 2019, Marcos André signe un contrat de quatre ans avec le Real Valladolid, en étant affecté à l'équipe B évoluant en troisième division. Le 30 août, il est prêté au CD Mirandés, club de Segunda División, pour un an.
Marcos André fait ses débuts professionnels le 31 août 2019, en remplaçant Mario Barco en seconde période lors d'une défaite 0-2 à l'extérieur contre le CD Numancia. Il marque son premier but en deuxième division le 29 septembre, inscrivant le premier but du match lors d'une rencontre nulle 1-1 à l'extérieur contre le Deportivo La Corogne. Il termine la saison avec 12 buts marqués en deuxième division.
À son retour de prêt, Marcos André est affecté à la première équipe de la Liga, et fait ses débuts dans cette catégorie le 3 octobre 2020, en commençant par une défaite 1-2 à domicile contre la SD Eibar. Lors de sa deuxième apparition, le 8 novembre, il marque le deuxième but de son équipe, lors d'un succès à domicile 2-1 contre l'Athletic Bilbao. Il inscrit un total de quatre buts en Liga cette saison là.
Le 25 août 2021, après la relégation de Valladolid, Marcos André rejoint le Valence CF, club de première division. Il est présenté via une vidéo de l'ancien attaquant star du club brésilien Jonas, signant un contrat de 5 ans, pour un montant de 8,5 millions d'euros.